# Parafia św. Franciszka z Asyżu w Nietulisku Dużym
Parafia świętego Franciszka z Asyżu w Nietulisku Dużym – parafia rzymskokatolicka, znajdująca się w diecezji sandomierskiej, w dekanacie Kunów.